# Malchiner See
Malchiner See (pol. hist. Jezioro Małkińskie) – jezioro w Niemczech, w kraju związkowym Meklemburgia-Pomorze Przednie, w powiatach Mecklenburgische Seenplatte i Rostock.